# 于宁 (1944年)
于宁（1944年3月—），男，山东烟台人，中华人民共和国新闻工作者，第二届范长江新闻奖获得者，曾任人民日报社评论部主任、副总编辑。